# Bour (Leolima)
Bour ist eine osttimoresische Aldeia im Suco Leolima (Verwaltungsamt Balibo, Gemeinde Bobonaro). 2015 lebten in der Aldeia 386 Menschen.

## Geographie
Bour bildet den Nordosten des Sucos Leolima. Südwestlich befindet sich die Aldeia Raifatuk. Im Norden grenzt Bour an den Suco Hataz und südöstlich des Flusses Nunura liegen die Sucos Ritabou, Holsa und Tapo/Memo. Der Mukuki durchquert Bour von Westen kommend, bevor er nördlich des Ortes Sulilaco in den Nunura mündet. Im Süden von Bour mündet der Laecouken in den Nunura. An der Westgrenze befindet sich der Taruik Solpo (Lage), mit einer Höhe von 314 m. Im Zentrum von Bour erreicht der Foho Lagarbesse (Lage) nur 204 m.
In Suilaco steht eine Grundschule.

## Politik
2023 wurde Blacius Biti Dasi zum Chefe de Aldeia gewählt.